# Infinity Hill
Infinity Hill è il centotreesimo album in studio del chitarrista statunitense Buckethead, pubblicato il 22 agosto 2014 dalla Hatboxghost Music.

## Il disco
Sessantaquattresimo disco appartenente alla serie "Buckethead Pikes", Infinity Hill è stato pubblicato in contemporanea al precedente Final Bend of the Labyrinth ed è uno dei sei album pubblicati dal chitarrista durante il mese di agosto 2014.

## Tracce
Musiche di Buckethead.
1. Under Earth – 4:13
2. Dark Moon – 6:24
3. Ray Cast – 1:09
4. The Land Bleeds – 3:55
5. The Mist – 1:26
6. Forest Guardian – 4:13
7. Watchershand – 3:14
8. Infinity Hill – 4:47

## Formazione
- Buckethead – chitarra, basso, programmazione